# Äpfelbach (Egloffstein)
Äpfelbach ist ein Gemeindeteil des Marktes Egloffstein im Landkreis Forchheim (Oberfranken, Bayern).

## Geografie
Das im Südwesten der Wiesentalb gelegene Dorf befindet sich etwa zweieinhalb Kilometer westnordwestlich von Egloffstein und liegt auf einer Höhe von 340 m ü. NHN.

## Geschichte
Bis zum Beginn des 19. Jahrhunderts unterstand Äpfelbach der Herrschaft reichsunmittelbarer Adeliger, die sich in dem zum Fränkischen Ritterkreis gehörenden Ritterkanton Gebürg organisiert hatten. Als die reichsritterschaftlichen Territorien im Bereich der Fränkischen Schweiz 1805 mediatisiert wurden, wurde das Dorf unter Bruch der Reichsverfassung vom Kurfürstentum Pfalz-Baiern annektiert. Damit wurde Äpfelbach Bestandteil der bei der napoleonischen Flurbereinigung in Besitz genommenen neubayerischen Gebiete, was erst im Juli 1806 mit der Rheinischen Bundesakte legalisiert wurde.
Durch die Verwaltungsreformen zu Beginn des 19. Jahrhunderts im Königreich Bayern wurde Äpfelbach mit dem Zweiten Gemeindeedikt 1818 Bestandteil der Ruralgemeinde Affalterthal. Im Zuge der Gebietsreform in Bayern wurde Äpfelbach mit der Gemeinde Affalterthal am 1. Januar 1972 in den Markt Egloffstein eingegliedert. Im Jahr 1987 zählte Äpfelbach 29 Einwohner.

## Verkehr
Die Anbindung an das öffentliche Straßennetz wird durch die am westlichen Ortsrand vorbeiführende Staatsstraße 2260 hergestellt, die aus dem Nordwesten von Schweinthal kommt und in südsüdöstlicher Richtung über Mostviel nach Egloffstein weiterführt.